# 마크 벙커

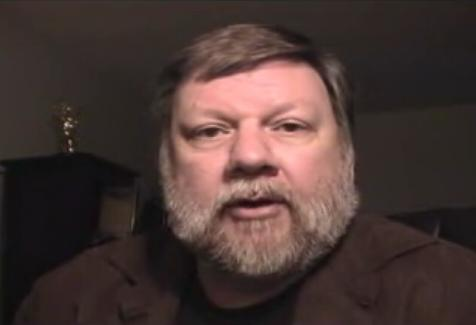
마크 벙커

마크 벙커(Mark Bunker, 1956년 5월 23일 ~ )는 에미상에서 상을 받은 TV 저널리스트이다. 웹사이트 Xenu TV의 창립자이고 사이언톨로지의 교회에 대한 비평가이기도 하다.